# Брунело (Италия)
Вижте пояснителната страница за други значения на Брунело.
Брунѐло (на италиански: Brunello; на ломбардски: Brünèl, Брюнел) е село и община в Северна Италия, провинция Варезе, регион Ломбардия. Разположено е на 411 m надморска височина. Населението на общината е 969 души (към 2017 г.).